# 필리프 프티

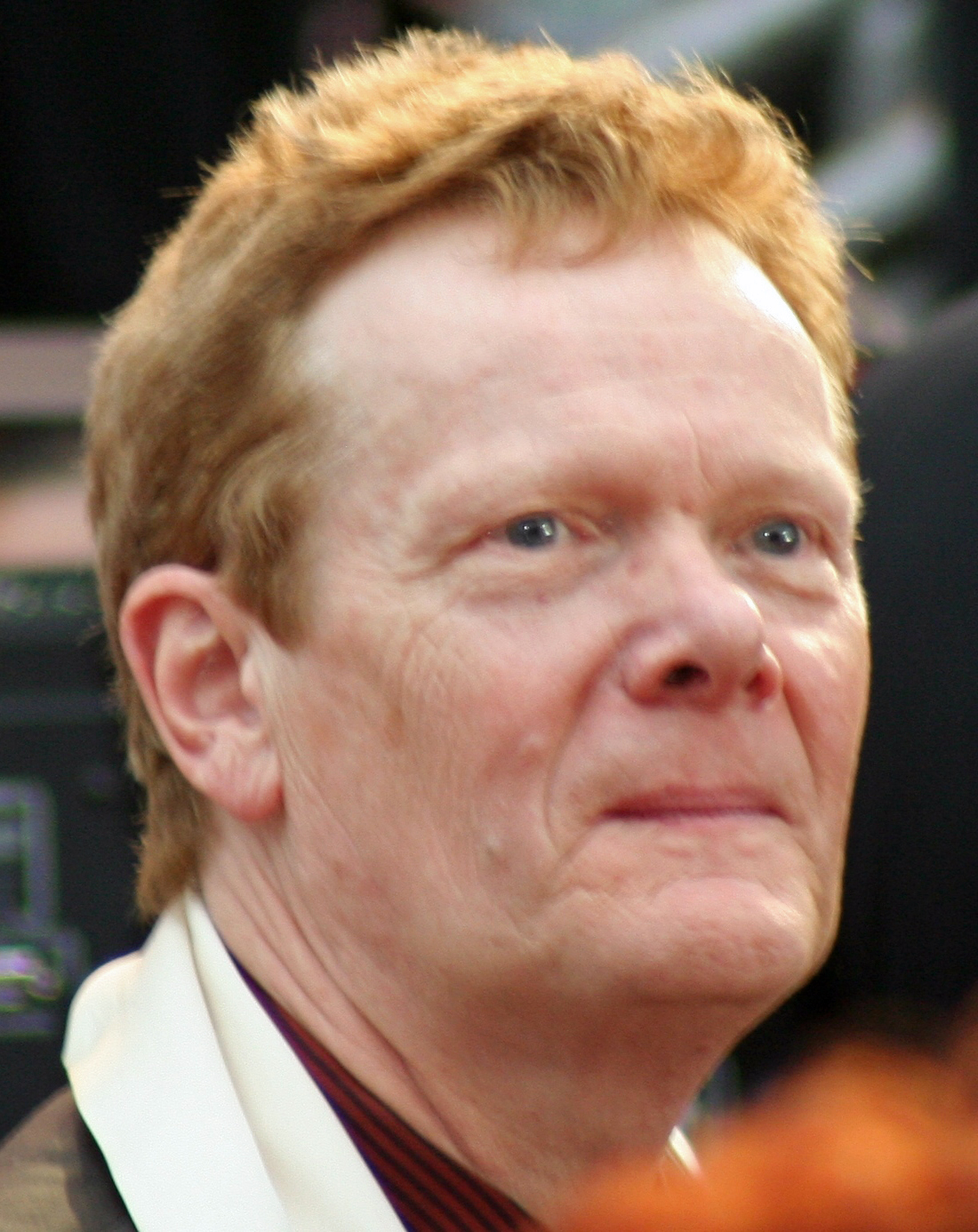
필리프 프티

필리프 프티(Philippe Petit, 1949년 8월 13일 ~ )는 프랑스의 거리 공연자이자 곡예사이다. 세계 각지의 유명한 고층 건축물을 줄타기 하는 것으로 알려져 있다. 프티가 일약 유명해진 것은 1974년 8월 7일 뉴욕의 세계 무역 센터의 두 타워 사이를 줄타기한 것이다.
또한 마술, 승마술, 저글링, 펜싱, 암벽등반, 투우 등의 기술에 전문적인 면모를 선보이기도 한다.

## 소재로 한 작품
- 《맨 온 와이어》 - 프티 자신이 저술한 논픽션을 바탕으로 한 2008년 다큐멘터리 영화
- 《거대한 지구를 돌려라》 - 칼럼 매캔의 2009년 소설. 세계 무역 센터의 두 타워 사이를 프티가 팽팽한 줄에 걸친 모습을 듣기 위해 팰로앨토에서 ARPANET를 통해 뉴욕의 전화 박스에 연결하는 장면이 있다.
- 《하늘을 걷는 남자》 - 프티가 세계 무역 센터에서 한 줄타기를 영화화한 2015년 영화. 조셉 고든 레빗이 프티를 맡았다. 고든 레빗은 프티 지도하에 줄타기를 훈련받았다.

## 같이 보기
- 알랭 로베르